# لشکرکشی ژاپن
لشکرکشی ژاپن (انگلیسی: Japan campaign)یکی از لشکرکشی‌های جنگ اقیانوس آرام بود.